# Juste-Charles de Faÿ de la Tour-Maubourg
Pour les articles homonymes, voir Fay, La Tour-Maubourg, Latour, De La Tour et Maubourg.
Juste-Charles de Faÿ de la Tour-Maubourg (1774-1846) est un noble français ayant vécu sous la Révolution française. Il a été marié à Anastasie de La Fayette (1777–1863), une des filles du marquis de La Fayette et d'Adrienne de La Fayette.
Ils ont trois filles. La seconde, Jenny, s'est mariée avec le général Hector Perron de Saint-Martin, un célèbre politicien du royaume du Piémont. On trouve parmi leurs descendants la reine Paola de Belgique.

## Biographie
Il est reçu de minorité dans l'ordre de Saint-Jean de Jérusalem le 6 août 1774,, mais n'a pas pu présenter ses vœux pris dans l'éclatement de l'Ordre ce qui lui permettra de se marier en 1798.

### Sous la Révolution
Il est capturé à Rochefort (Belgique), avec ses frères et La Fayette, et emprisonné par les Autrichiens, mais est bientôt relâché. Il vit en exil jusqu'à la libération de son frère. Après la libération d'Olmutz de Lafayette, il se marie avec sa fille Anastasie de la Fayette (1777–1863), chez madame de Tessé, le 9 mai 1798.

### Sous la Restauration
Il a reconstruit le château familial, le château des Mayeux, détruit sous la Révolution par incendie.
Il devient maire de La Chapelle-Rablais en 1830.

## Famille

### Parents
Son père est Claude Florimond de Faÿ (1712 – 1790) et sa mère est Marie Françoise de Vachon de Belmont (née en 1712).

### Frères
Son frère Victor de Fay de Latour-Maubourg est commandant de corps de cavalerie, survivant de la campagne de Russie. Il a été blessé à la Bataille de Leipzig.
Son frère aîné, Charles-César de Faÿ de La Tour-Maubourg (né le 11 février 1757 – mort le 28 mai 1831) a également été capturé à Rochefort (Belgique), et emprisonné avec Lafayette dans la prison d'Olmutz jusqu'en septembre 1797. Il s'est marié avec Charlotte, la fille de Charles Pinault de Thénelles.

### Femme et enfants
Il s'est marié avec Anastasie de la Fayette (1777–1863) le 9 mai 1798.